# مخيم إربد
مخيم إربد هو واحد من المخيمات الأربعة التي تأسست في الأردن، من أجل اللاجئين الذين غادروا فلسطين نتيجة الحرب العربية الإسرائيلية عام 1948. تأسس المخيم في عام 1951 فوق مساحة من الأرض تبلغ 0.24 كيلومتر مربع، بالقرب من مدينة إربد في شمال الأردن. سكن في المخيم 4,000 لاجئ وبحلول عام 1954، بدأ سكان المخيم باستبدال الخيام بمساكن من الطين، فيما قامت الأونروا بتزويدهم بالسقوف. وعلى مر السنين، عمل اللاجئون على استبدال تلك المساكن بمساكن إسمنتية، وأصبح المخيم اليوم يحاكي بعض الأحياء الحضرية في مدينة إربد. وتقوم منشآت الأونروا أيضا بتقديم الخدمات للاجئين في المناطق المحيطة بالمخيم.

## التسمية
سمّي مخيّم إربد بهذا الاسم نسبة إلى مدينة إربد الذي يقع فيها المخيّم، وهو واحد من المخيّمات الأربعة التي تأسّست في الأردن من أجل اللاجئين الذين غادروا فلسطين نتيجة الحرب العربية الإسرائيلية عام 1948.

## إحصائيات
أكثر من 25,000 لاجئ مسجل. أربعة مدارس تعمل بنظام الفترتين. مركز توزيع أغذية واحد.مركز صحي عدد 2. مركز تأهيل مجتمعي واحد.

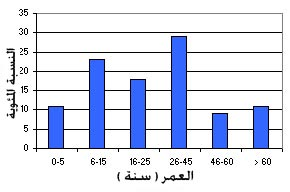
صورة توضح الأحصائيات

مركز واحد للبرامج النسائية. 

### البرامج العاملة في المخيم
- التعليم
- الإغاثة والخدمات الاجتماعية
- شبكة الأمان الاجتماعي
- الصحة
- التأهيل المجتمعي
- مركز البرامج النسائية

### المشاكل الرئيسة
مدارس مكتظة، بطالة عالية، كثافة سكانية عالية، الصرف الصحي والبنية التحتية ، مركز صحي صغير بدون جهاز تصوير بالموجات فوق الصوتية.